# Lied vom Scheitern
«Lied vom Scheitern» (en español "Canción sobre [el] fracaso") es el segundo sencillo del álbum Jazz ist anders, de la banda alemana Die Ärzte. La letra de la canción habla sobre intentar ser alguien más y fracasar en ello.

## Video
El videoclip muestra a los tres miembros de la banda (Farin Urlaub, Bela B. y Rodrigo González), en lo que parece ser parte de un secuestro, situado en una típica sala de la vida suburbana. Las víctimas son Bela y Rod, pues ambos se encuentran atados a una silla y su boca está cubierta con cinta adhesiva; Farin, el secuestrador, deja una pistola apuntando hacia Bela sobre la mesa situada entre ambos secuestrados, activa la bomba que está atada al cuerpo de Rod (el temporizador marca 3:00), y sube las escaleras. Bela logra acercar su silla a una escoba, tomarla, y acercarse nuevamente a Rod, pero oprime el botón incorrecto, acelerando el temporizador en un minuto, justo antes de caer y derribar la mesa.
A continuación, Bela se quita la cinta frotándola contra la alfombra, toma la pistola con su boca y la lanza hacia sus manos; dispara hacia donde se encuentra Rod, pero todas las balas impactan contra la pared, excepto la primera, que consigue rozar a Rod en el rostro y destrozar un espejo. Finalmente, Bela toma una bala con su boca, sonríe, y la lanza hacia la bomba, deteniendo la cuenta regresiva faltando sólo un segundo.
Farin baja por las escaleras, aplaudiendo, desata a Bela, y lo sustituye al pasar diez minutos: ahora Farin es el secuestrado y Bela el secuestrador, pero el arma sobre la mesa, que apunta a Farin, no es una pistola sino una motosierra; una vez más, la bomba es activada y el secuestrador abandona la sala subiendo por las escaleras.

## Versiones
1. "Lied vom Scheitern" (Canción sobre [el] fracaso) (Felsenheimer) - 3:33
2. "Nichts gesehen" (Nada visto) (Urlaub) - 3:17
3. "Das schönste Lied der Welt (Economy-Version)" (La canción más bonita del mundo) (Felsenheimer) - 2:22
4. "Wir sind die Besten (Economy-Version)" (Somos los mejores) (Urlaub) - 2:52
5. "Lied vom Scheitern" (Video) - 3:38

## Listas de popularidad
| País     | Lista                  | Posición de ingreso | Posición más alta | Semanas en la posición más alta | Semanas en la lista |
| -------- | ---------------------- | ------------------- | ----------------- | ------------------------------- | ------------------- |
| Alemania | Germany Top 100        | 7                   | 7                 | 1                               | 9                   |
| Austria  | Austria Singles Top 75 | 23                  | 23                | 1                               | 6                   |